# L'Ange impur
Pour les articles homonymes, voir The Shopworn Angel.
Pour plus de détails, voir Fiche technique et Distribution.
L'Ange impur (The Shopworn Angel) est un film américain en noir et blanc réalisé par H. C. Potter, sorti en 1938. 
Il s'agit du remake du film  muet Le Rêve immolé (1928) avec Gary Cooper et Nancy Carroll. Une troisième version est sortie en 1959, Une espèce de garce avec Sophia Loren et Tab Hunter.

## Synopsis

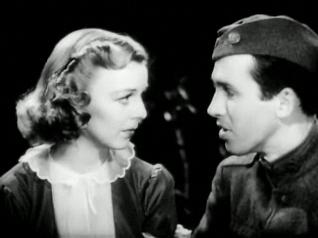
Margaret Sullavan et James Stewart.

Après l'entrée des États-Unis dans la Première Guerre mondiale en 1917, la limousine transportant Daisy Heath, une star sophistiquée de la comédie musicale de Broadway, renverse Bill Pettigrew, un jeune soldat naïf du Texas. Un policier ordonne au chauffeur de ramener Bill à son camp et pendant le trajet, il fait un peu connaissance avec Daisy, qu'il juge cynique mais pas froide.
À leur arrivée à la caserne, Bill laisse ses copains supposer que Daisy est la cavalière dont il leur avait parler plus tôt bien que ce soit un mensonge. Lorsqu'ils découvrent la vérité, ils décident de lui jouer un mauvais tour. Lors de leur prochaine permission, ils emmènent Bill au spectacle de Daisy, afin qu'il puisse les présenter. Cependant, Daisy prétend qu'elle est la copine de Bill. Au fur et à mesure qu'ils passent du temps ensemble, elle commence à s'attacher à lui, à la grande jalousie de son riche petit ami, Sam Bailey, qui finance le spectacle de Daisy.
Lorsque Sam emmène Daisy passer un après-midi dans sa propriété du Connecticut pour la première fois, elle lui dit que Bill lui a montré à quoi ressemble le véritable amour et lui a fait comprendre qu'elle aime vraiment Sam. Elle pense également que la rivalité a donné une nouvelle profondeur à l'amour de Sam pour elle.
Le même jour, Bill apprend que son unité va enfin partir pour les combats en Europe. Comme il ne peut obtenir de permission, il s'absente sans autorisation afin de pouvoir faire sa demande en mariage. Daisy choisit d'accepter par dépit, afin qu'il puisse partir en France avec quelque chose à attendre avec impatience. Sam s'oppose à cet étrange arrangement en privé auprès de Daisy mais s'abstient gentiment de dire la vérité à Bill. Les deux se marient, puis Bill doit partir immédiatement.
Il lui écrit des lettres joyeuses tous les jours, jusqu'à ce qu'une lettre arrive du département de la guerre. Alors que Daisy est en pleine représentation, sa servante Martha la remet à Sam, assis dans le public. Lorsque Sam ouvre la lettre, il y découvre la plaque militaire de Bill et lorsque Daisy la voit, les larmes lui montent aux yeux lorsqu'elle réalise que Bill a été tué. Elle finit néanmoins de chanter courageusement devant un public qui l'acclame.

## Fiche technique
- Titre français : L'Ange impur
- Titre original : The Shopworn Angel
- Réalisation : H. C. Potter
- Scénario : Waldo Salt d'après la nouvelle Private Pettigrew's Girl de Dana Burnet (1918)
- Photographie : Joseph Ruttenberg, William H. Daniels (non crédité)
- Montage : W. Donn Hayes
- Musique : Edward Ward
- Direction artistique : Cedric Gibbons
- Costumes : Adrian
- Production : Joseph L. Mankiewicz
- Société de production : Metro-Goldwyn-Mayer
- Société de distribution : 	Loew's Inc.
- Pays de production :  États-Unis
- Langue : anglais américain
- Format : noir et blanc — 1,37:1 — son : mono
- Genre : romance, guerre
- Durée : 85 minutes
- Dates de sortie : 
  - États-Unis : 15 juillet 1938
  - France : 7 juin 1939

## Distribution
- Margaret Sullavan : Daisy Heath
- James Stewart : Bill Pettigrew
- Walter Pidgeon : Sam Bailey
- Hattie McDaniel : Martha
- Nat Pendleton : 'Dice'
- Alan Curtis : Thin Lips
- Sam Levene : 'Leer'
- Eleanor Lynn : Sally
- Charles D. Brown : McGonigle

Parmi les acteurs non crédités
- Charley Grapewin : Wilson
- Wade Boteler : le policier irlandais
- Don Brodie : Candy Store Attendant
- George Chandler : Tommy, soldat
- James Flavin : Guard Yelling 'Halt!'
- Virginia Grey : Chorus Girl
- Grace Hayle : la mMaîtresse de cérémonie
- Mary Howard : la choriste de la danse (chorus girl)